# Зауберцвейг, Карл Густав
Карл Густав Зауберцвейг (нем. Karl-Gustav Sauberzweig 1 сентября 1899, Виссек, округ Вирзитц, Восточная Пруссия — 20 октября 1946, Нойенгамме, Гамбург) — один из командиров войск СС, группенфюрер СС и генерал-лейтенант войск СС.

## Биография

### Германская империя
Службу в армии начал 28 сентября 1916 фанен-юнкером 12-го гренадерского полка «Принц Карл Прусский» (2-го Бранденбургского). Воевал в Галиции и Италии; занимал должности командира взвода, командира роты, ординарца, адъютанта. 25 августа 1917 за храбрость произведён в лейтенанты. Вследствие ранения потерял глаз, в возрасте 18 лет был награждён Железным крестом.

### Веймарская республика
В 1918—1919 боролся против красных в Берлине. Член фрайкора «Abteilung Küntzel». В 1919—1920 ординарец-офицер в 54-м гредполку; короткое время служил в 8-м (прусском) кавалерийском полку и 2 (прусском) артиллерийском полку. 1 апреля 1925 присвоено звание обер-лейтенант. С 1930 — в 8-м (прусском) пехотном полку (Франкфурт-на-Одере, Лигниц, Глогау, Гёрлиц). 1 октября 1930 направлен на генкурсы переподготовки для штабных офицеров.

### Третий рейх
С 1 октября 1936 — майор Генштаба. С 3 января 1939 по апрель 1940 — офицер генерального штаба в 17-м армейском корпусе (Линц). 1 марта 1939 произведён в подполковники. С апреля 1940 по 5 июня 1941 выполнял функции 1A в 11-м армейском корпусе. С 5 июня по август 1941 — командир 466-го пехотного полка; с октября 1941 — командир 306-го пехотного полка; 1 февраля 1942 произведён в полковники. С 1 мая по 1 ноября 1942 — командир 131-го запасного пехотного полка. С 1 декабря 1942 по 1 августа 1943 — начальник штаба инспекции военно-учебных заведений.
С 1 августа 1943 вступил в ряды СС (СС-№ 467434) в ранге оберфюрера СС. С 9 августа 1943 по 19 июня 1944 командовал 13-й горнострелковой дивизией СС «Ханжар», воевал на Западе и в Югославии против местных партизан. С 21 июня 1944 — группенфюрер СС и генерал-лейтенант Ваффен-СС. С 21 июня до начала декабря 1944 — командир 9-го (хорватского) корпуса СС.
В январе 1945 вернулся в армию в звании генерал-лейтенанта. С марта по май 1945 — генерал для особых поручений при группе армий «H». Попал в плен (к британцам). Находясь в лагере для военнопленных, совершил самоубийство, чтобы избежать выдачи Югославии.

## Награды
- Железный крест 2-го класса, Железный крест 1-го класса, пряжка к Железному кресту
- знак за ранения в серебре
- болгарский Орден Мерит 1 класса
- Крест Военных заслуг 2-й степени с мечами.

## Семья
Сын — Дитер (1925—2005), сенатор Берлина, директор Немецкого института урбанистики.